# Saint-Romain-de-Popey
Saint-Romain-de-Popey è un comune francese di 1 510 abitanti situato nel dipartimento del Rodano della regione Alvernia-Rodano-Alpi.

## Società

### Evoluzione demografica
Abitanti censiti